# Истината е една: две истини няма
„Истината е една: две истини няма“ е български игрален филм (автокоментарен документален филм) от 2003 година на режисьора Стилиян Парушев.

## Актьорски състав
Не е налична информация за актьорския състав.